# I-League
I-League (dříve oficiálně Hero I-League) je druhou nejvyšší fotbalovou soutěží na území Indie, založená roku 2007. Do ročníku 2025/2026 se kvalifikovalo 14 mužstev.
V roce 2013 se zformovala v Indii nejvyšší fotbalová liga – Indian Super League, do níž postupuje vítěz I-League. Ta se snažila nalákat do země bývalé hvězdy světového fotbalu.

## Historie
Samotná ligová soutěž v Indii byla založena roku 1997 pod názvem National Football League, snahou bylo vzkřísit a profesionalizovat uvadající indický fotbal, který není kvůli koloniální minulosti tak rozšířen jako kriket nebo tenis (působili zde zejména angličtí aristokraté, kteří zde dovezli tyto druhy sportů). Tyto ambice se však nepodařilo zcela naplnit, liga trpěla nadále amatérismem a slabou infrastrukturou. Po desetiletí úpadku se Indická fotbalová federace (AIFF - All India Football Federation) rozhodla ke změně. Zreformovaná liga nese od roku 2007 název I-League.

## Přehled vítězných týmů
Od roku 1997 (pod názvem National Football League, poté I-League)
National Football League
- 1996/97 JCT Mills
- 1997/98 Mohun Bagan AC
- 1998/99 Salgaocar FC
- 1999/00 Mohun Bagan AC
- 2000/01 East Bengal FC
- 2001/02 Mohun Bagan AC
- 2002/03 East Bengal Club
- 2003/04 East Bengal Club
- 2004/05 Dempo SC
- 2005/06 Mahindra United
- 2006/07 Dempo SC

I-League
- 2007/08 Dempo SC
- 2008/09 Churchill Brothers SC
- 2009/10 Dempo SC
- 2010/11 Salgaocar SC
- 2011/12 Dempo SC
- 2012/13 Churchill Brothers SC
- 2013/14 Bengaluru FC
- 2014/15 Mohun Bagan AC
- 2015/16 Bengaluru FC
- 2016/17 Aizawl FC